# Бохня
Бо̀хня (на полски: Bochnia) е град в Южна Полша, Малополско войводство. Административен център е на Бохненски окръг, както и на селската Бохненска община, без да е част от нея. Самият град е обособен в самостоятелна градска община с площ 29,87 км2.

## География
Градът се намира в историческия регион Малополша. Разположен е на 41 километра източно от Краков, на 42 километра западно от Тарнов и на 62 километра северозападно от Нови Сонч.

## История
Първото споменаване на селището в писмен източник датира от 1198 година. Получава градски прав през 1253 година от княз Болеслав V Срамежливи.
В периода 1975 – 1998 година е част от Тарновското войводство.

## Население
Според данни от полската Централна статистическа служба, към 1 януари 2014 година населението на града възлиза на 30 219 души. Гъстотата е 1 012 души/км2.

## Личности

### Родени в града
- Едвард Арламовски – полски шахматист
- Йежи Катлевич – полски диригент и педагог
- Владислав Керник – полски политик
- Марек Кусто – полски футболист, национал
- Сало Ландау – нидерландски шахматист
- Рудолф Моджеевски – полски и американски инженер
- Марчин Самлицки – полски художник
- Людвик Сташяк – полски художник
- Войчех Зидрон – полски хандбалист, национал

## Градове партньори
- Бад Зацдетфурт, Германия
- Кежмарок, Словакия
- Roselle, САЩ
- Цавтат, Хърватия